# Wylder
Pour l’article ayant un titre homophone, voir Wilder.
Wylder (Wilder en flamand) est une commune française située dans le département du Nord, en région Hauts-de-France.

## Géographie

### Situation
Wylder est située dans le Houtland, à proximité de l'Yser en aval de Wormhout et du confluent de l'Yser et de la Peene Becque.

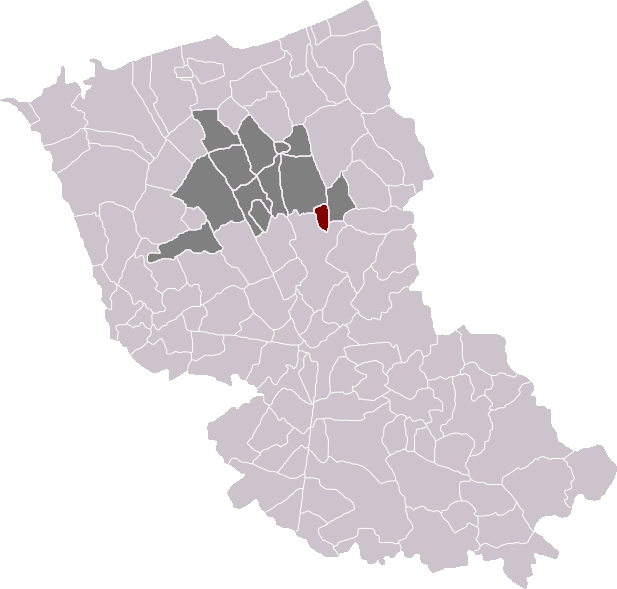
Wylder dans son canton et son arrondissement.

Le pont de Wylder est un lieu-dit situé à quelques centaines de mètres du village et vraisemblablement un ancien pont construit pour le passage de la voie romaine sur l'Yser.

### Communes limitrophes
|          | Quaëdypre | West-Cappel |
|          | Wylder    |             |
| Wormhout |           |             |

### Hydrographie

#### Réseau hydrographique
La commune est située dans le bassin Artois-Picardie. Elle est drainée par l'Yser et le cray Becque,,.
L'Yser est un cours d'eau transfrontalier franco-belge, d'une longueur de 70 km en France, prend sa source dans la commune de Buysscheure. Il s'écoule vers la Mer du Nord, en traversant les Flandres française et belge, et s'y jette à Nieuport en Belgique, dans un estuaire très artificialisé. Les caractéristiques hydrologiques de l'Yser sont données par la station hydrologique située sur la commune. Le débit moyen mensuel est de 1,9 m3/s. Le débit moyen journalier maximum est de 57,129 novembre 202 166,7 m3/s, atteint le même jour.

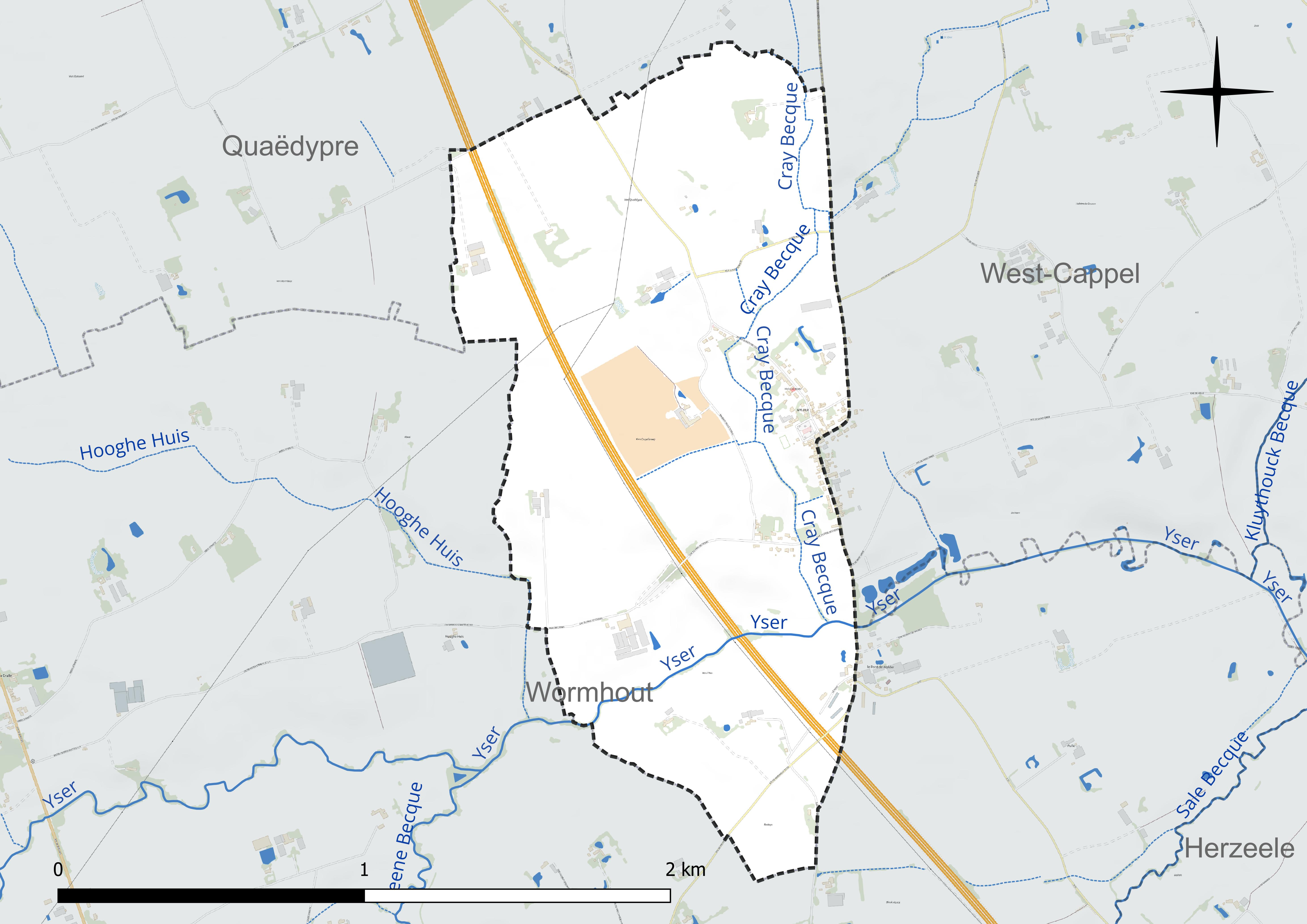
Réseau hydrographique de Wylder.

#### Gestion et qualité des eaux
Le territoire communal est couvert par le schéma d'aménagement et de gestion des eaux (SAGE) « Yser ». Ce document de planification concerne un territoire de 381 km2 de superficie, délimité par le bassin versant de l'Yser en France. Le périmètre a été arrêté le 8 novembre 2005 et le SAGE proprement dit a été approuvé le 30 novembre 2016. La structure porteuse de l'élaboration et de la mise en œuvre est l'Union syndicale d'aménagement hydraulique du Nord (USAN). 
La qualité des cours d'eau peut être consultée sur un site dédié géré par les agences de l'eau et l'Agence française pour la biodiversité. 

### Climat
Pour des articles plus généraux, voir Climat des Hauts-de-France et Climat du Nord.
En 2010, le climat de la commune est de type climat océanique altéré, selon une étude du CNRS s'appuyant sur une série de données couvrant la période 1971-2000. En 2020, Météo-France publie une typologie des climats de la France métropolitaine dans laquelle la commune est exposée à un climat océanique et est dans la région climatique  Côtes de la Manche orientale, caractérisée par un faible ensoleillement (1 550 h/an) ; forte humidité de l'air (plus de 20 h/jour avec humidité relative > 80 % en hiver), vents forts fréquents. 
Pour la période 1971-2000, la température annuelle moyenne est de 10,6 °C, avec une amplitude thermique annuelle de 13,7 °C. Le cumul annuel moyen de précipitations est de 727 mm, avec 12,4 jours de précipitations en janvier et 8,3 jours en juillet. Pour la période 1991-2020, la température moyenne annuelle observée sur la station météorologique la plus proche, située sur la commune de Steenvoorde à 13 km à vol d'oiseau, est de 11,2 °C et le cumul annuel moyen de précipitations est de 727,8 mm,. Pour l'avenir, les paramètres climatiques de la commune estimés pour 2050 selon différents scénarios d'émission de gaz à effet de serre sont consultables sur un site dédié publié par Météo-France en novembre 2022.

## Urbanisme

### Typologie
Au 1er janvier 2024, Wylder est catégorisée commune rurale à habitat dispersé, selon la nouvelle grille communale de densité à sept niveaux définie par l'Insee en 2022.
Elle est située hors unité urbaine. Par ailleurs la commune fait partie de l'aire d'attraction de Dunkerque, dont elle est une commune de la couronne,. Cette aire, qui regroupe 66 communes, est catégorisée dans les aires de 200 000 à moins de 700 000 habitants,.

### Occupation des sols
L'occupation des sols de la commune, telle qu'elle ressort de la base de données européenne d'occupation biophysique des sols Corine Land Cover (CLC), est marquée par l'importance des territoires agricoles (100 % en 2018), une proportion identique à celle de 1990 (100 %). La répartition détaillée en 2018 est la suivante : 
terres arables (100 %). L'évolution de l'occupation des sols de la commune et de ses infrastructures peut être observée sur les différentes représentations cartographiques du territoire : la carte de Cassini (XVIIIe siècle), la carte d'état-major (1820-1866) et les cartes ou photos aériennes de l'IGN pour la période actuelle (1950 à aujourd'hui).

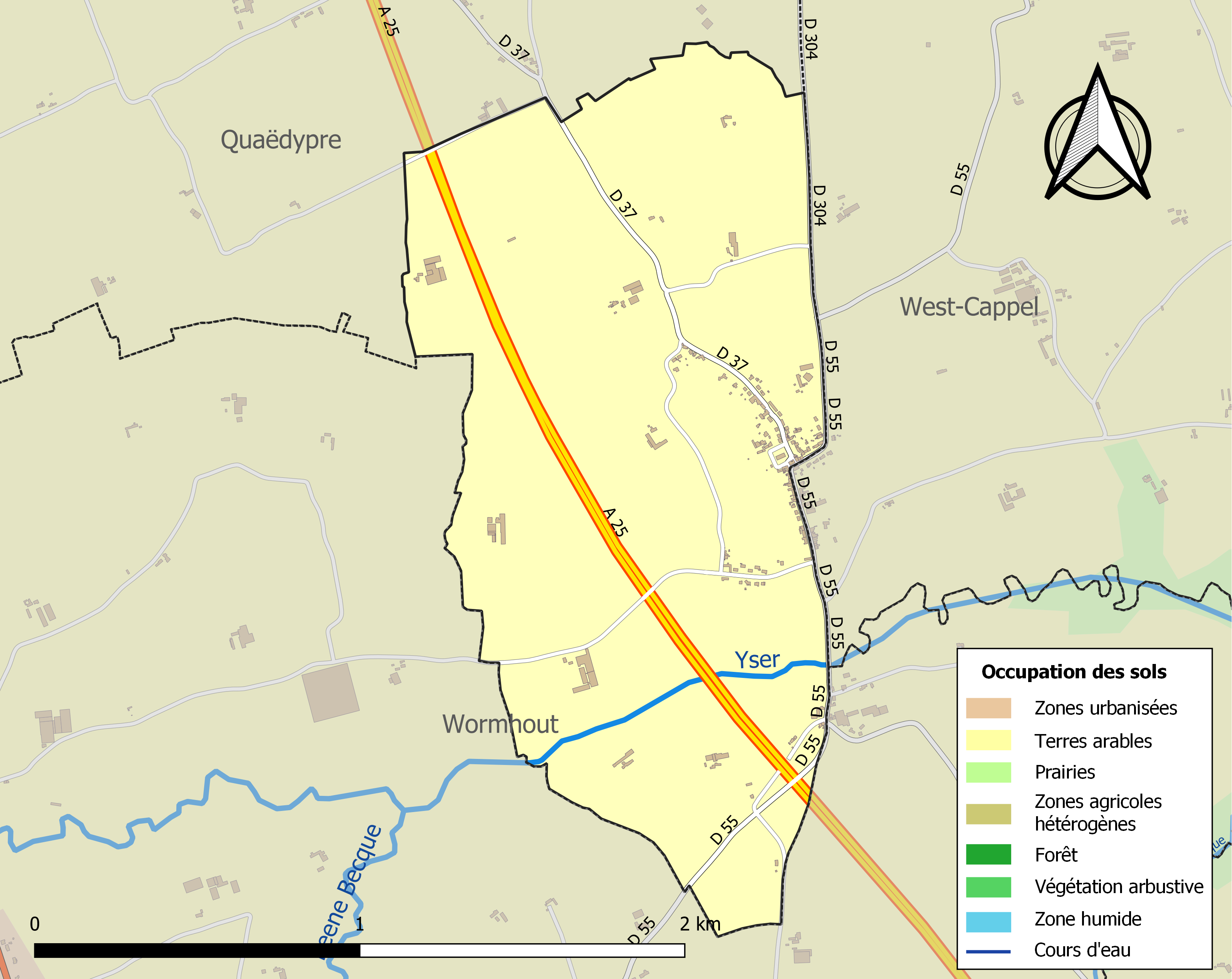
Carte des infrastructures et de l'occupation des sols de la commune en 2018 (CLC).

## Toponymie
Le nom est d'origine gallo-romaine (ce qui est rare en Flandre Maritime submergée au IVe siècle).
Wilder → WILRA → villare = petite ferme.

## Histoire
Wylder est situé sur l'Yzer, et la voie romaine de Cassel à la mer (vers Téteghem).
Avant 1789, Wylder dépendait de la châtellenie de Bergues.
Du point de vue religieux, la commune était située dans le diocèse de Thérouanne puis dans le diocèse d'Ypres, doyenné de Bergues.

### Histoire de l'enseignement primaire à Wylder avant 1789
Une école existait en 1509 ; elle fut reconstruite en 1512. L'école actuelle (en 1878) fut  bâtie sur les deniers du curé, messire Ch. van der Brigghe. Jusqu'en 1757, l'école était entretenue par la fabrique ; à partir de cette époque, elle le fut par la commune, la nue-propriété restant la première, qui n'exigeait aucun loyer. Il parait y avoir eu une seconde école, fondée par Marie van der Cruysse. En 1653, le révérend Me Josse de Schotte construit une école et donna une partie de ses biens à la table des Pauvres (bureau de bienfaisance), à condition qu'un obit solennel sera célébré chaque année, et que l'on fournira nourriture, écolage et fournitures classiques aux enfants peu aisés. En 1748, on trouve G. de Cocq, maître d'école ; son fils lui succéda et exerça jusqu'en 1785. Ces maîtres jouissaient de terres, qu'ils exploitaient à leur profit.

### Révolution française
Comme tous les villages proches de Dunkerque et/ou d'Hondschoote, Wylder fut concernée de près par le siège de Dunkerque (et celui de Bergues qui lui était lié) effectué par les armées coalisées contre la France en août septembre 1793. Le Maréchal Wilhelm von Freytag, un des deux chefs des coalisés avait installé son quartier général à Wylder. L'affaire prit fin le 8 septembre 1793 avec la bataille d'Hondschoote remportée par la France qui permit la levée du siège et le départ des troupes ennemies voir bataille de Hondschoote

### Première guerre mondiale
Pendant la première guerre mondiale, Wylder fait partie en 1917 d'un commandement d'étapes basé à Quaëdypre, c'est-à-dire un élément de l'armée organisant le stationnement de troupes, comprenant souvent des chevaux, pendant un temps plus ou moins long, sur les communes dépendant du commandement, en arrière du front. Wylder a donc accueilli des troupes de passage.
La commune fait également partie du commandement d'étapes installé à Rexpoëde entre 1915 et 1918. Le 15 février 1916, ont été amenés de Rousbrugghe vers 17 h 00 et immédiatement incarcérés à Rexpoëde, deux déserteurs du 1er bataillon d'Afrique. Le 17 février vers 11 h 30, ils se sont évadés. Ils ont été repris près de Wylder le même jour à 14 h 00 par les gendarmes du commandement d'étapes. Le brigadier de garde sous les yeux duquel l'évasion a eu lieu a été puni de six jours de prison, peine portée  à quinze jours  par le superviseur du responsable du commandement d'étapes.
Une batterie d'un régiment d'artillerie, stationnée un temps sur Wylder, y a laissé en partant en octobre 1916 un cheval. L'animal étant mort, le boucher du gîte d'étapes (organisme militaire dépendant du commandement d'étapes) l'a dépouillé et la peau a été envoyée au parc à bétail, stationné dans un des villages proches.

## Politique et administration

### Liste des maires
Maire en 1802-1803 : Louis Clays.
Maire en 1807 : Vandewalle.
Maire en 1854 : Mr Desmyttère.
Maire en 1881 et 1883 : Bauden,.
Maire de 1887 à 1908 : Verschave.
Maire de 1908 à 1935 : Alidor Schipman.
Maire de 1935 à 1977 : Paul Verschave.
Maire de 1977 à 1978 au moins : L. Labaeye.
| Période                                  | Période   | Identité                                           | Étiquette | Qualité |
| ---------------------------------------- | --------- | -------------------------------------------------- | --------- | ------- |
| Les données manquantes sont à compléter. |           |                                                    |           |         |
| vers 1831                                | ?         | Engelbert Desmyttère                               |           |         |
|                                          |           |                                                    |           |         |
| mars 1987                                | mars 1994 | Lucienne Labaeye                                   |           |         |
| mars 1994                                | mars 2001 | Guy Degrand                                        |           |         |
| mars 2001                                | mars 2008 | Nicole Marchyllie                                  |           |         |
| mars 2008                                | En cours  | Catherine Clicteur Réélue pour le mandat 2020-2026 |           |         |

## Population et société

### Démographie

#### Évolution démographique
L'évolution du nombre d'habitants est connue à travers les recensements de la population effectués dans la commune depuis 1793. Pour les communes de moins de 10 000 habitants, une enquête de recensement portant sur toute la population est réalisée tous les cinq ans, les populations de référence des années intermédiaires étant quant à elles estimées par interpolation ou extrapolation. Pour la commune, le premier recensement exhaustif entrant dans le cadre du nouveau dispositif a été réalisé en 2005.

En 2022, la commune comptait 301 habitants, en évolution de +2,03 % par rapport à 2016 (Nord : +0,51 %, France hors Mayotte : +2,11 %).
| 1793 | 1800 | 1806 | 1821 | 1831 | 1836 | 1841 | 1846 | 1851 |
| ---- | ---- | ---- | ---- | ---- | ---- | ---- | ---- | ---- |
| 222  | 198  | 363  | 344  | 324  | 344  | 357  | 359  | 349  |

| 1856 | 1861 | 1866 | 1872 | 1876 | 1881 | 1886 | 1891 | 1896 |
| ---- | ---- | ---- | ---- | ---- | ---- | ---- | ---- | ---- |
| 352  | 320  | 328  | 340  | 327  | 309  | 289  | 300  | 297  |

| 1901 | 1906 | 1911 | 1921 | 1926 | 1931 | 1936 | 1946 | 1954 |
| ---- | ---- | ---- | ---- | ---- | ---- | ---- | ---- | ---- |
| 304  | 299  | 283  | 214  | 222  | 201  | 201  | 210  | 225  |

| 1962 | 1968 | 1975 | 1982 | 1990 | 1999 | 2005 | 2006 | 2010 |
| ---- | ---- | ---- | ---- | ---- | ---- | ---- | ---- | ---- |
| 184  | 197  | 210  | 206  | 213  | 214  | 301  | 311  | 320  |

| 2015 | 2020 | 2022 | - | - | - | - | - | - |
| ---- | ---- | ---- | - | - | - | - | - | - |
| 299  | 299  | 301  | - | - | - | - | - | - |

#### Pyramide des âges
La population de la commune est relativement jeune.
En 2018, le taux de personnes d'un âge inférieur à 30 ans s'élève à 43,5 %, soit au-dessus de la moyenne départementale (39,5 %). À l'inverse, le taux de personnes d'âge supérieur à 60 ans est de 14,4 % la même année, alors qu'il est de 22,5 % au niveau départemental.
En 2018, la commune comptait 148 hommes pour 146 femmes, soit un taux de 50,34 % d'hommes, largement supérieur au taux départemental (48,23 %).
Les pyramides des âges de la commune et du département s'établissent comme suit.
| Hommes | Classe d’âge | Femmes |
| ------ | ------------ | ------ |
| 0,0    | 90 ou +      | 0,7    |
| 1,3    | 75-89 ans    | 5,4    |
| 10,6   | 60-74 ans    | 10,8   |
| 23,8   | 45-59 ans    | 19,6   |
| 17,9   | 30-44 ans    | 23,0   |
| 29,1   | 15-29 ans    | 17,6   |
| 17,2   | 0-14 ans     | 23,0   |

| Hommes | Classe d’âge | Femmes |
| ------ | ------------ | ------ |
| 0,5    | 90 ou +      | 1,4    |
| 5,3    | 75-89 ans    | 8,1    |
| 14,8   | 60-74 ans    | 16,2   |
| 19,1   | 45-59 ans    | 18,4   |
| 19,5   | 30-44 ans    | 18,7   |
| 20,7   | 15-29 ans    | 19,1   |
| 20,2   | 0-14 ans     | 18     |

## Culture locale et patrimoine

### Lieux et monuments
- Église Saint Martin de style gothique flamand dédiée à saint Martin, reconstruite en 1829. On y trouve une mise au tombeau, bas-relief en bois polychrome provenant d'un retable XVe, ainsi qu'un tableau de 1651 de l'école de Jacob Jordaens.
- Chapelle de la légion d'honneur : construite en 1864 par le Colonel De Brenne qui lui offrit sa propre croix gagnée à la bataille de Solférino en 1859.

### Héraldique
| Blason de Wylder | Blason  | D'argent à cinq cors de chasse de sable liés de gueules. |
| Blason de Wylder | Détails | Le statut officiel du blason reste à déterminer.         |